# Hanna Balińska

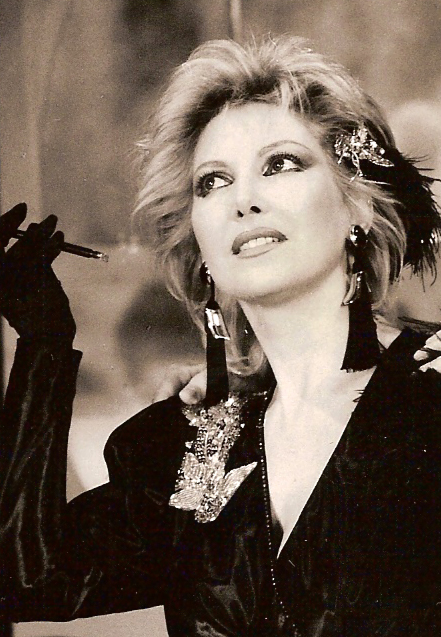
Hanna Balińska w 1988 w roli Damy w sztuce „W zielonozłotym Singapurze”

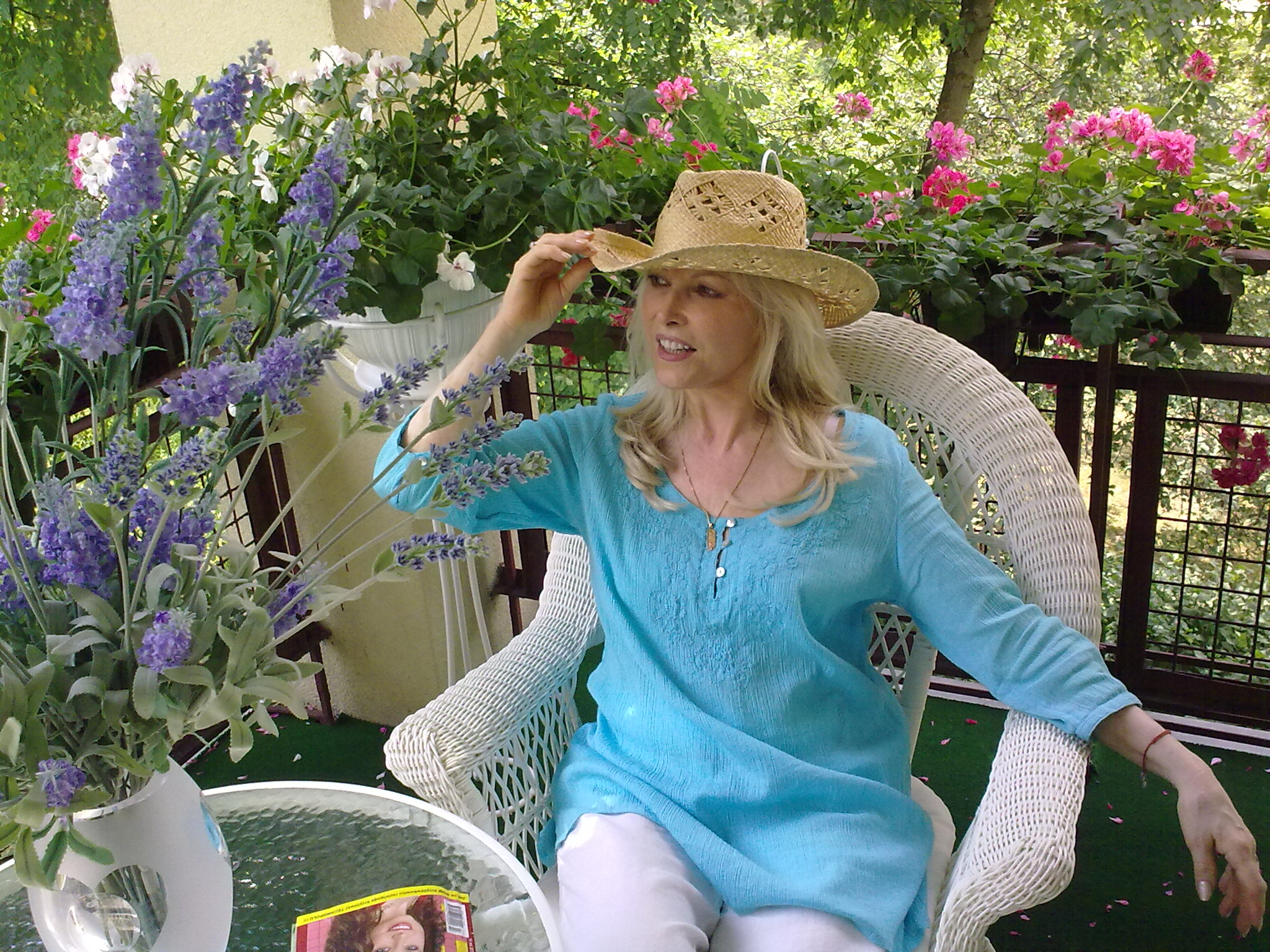
Hanna Balińska w 2010 roku

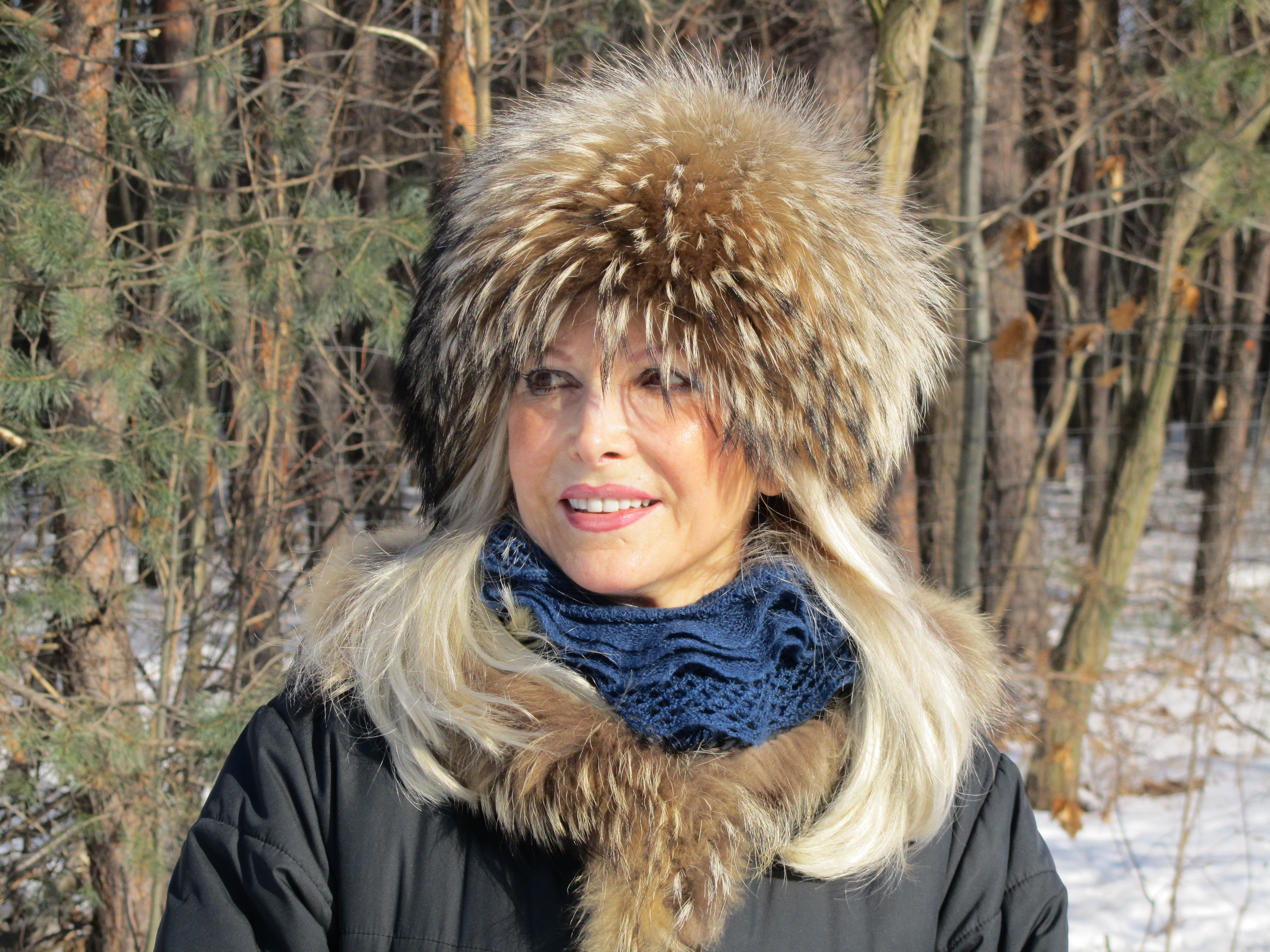
Hanna Balińska w 2012 roku

Hanna Balińska znana również jako Hanna Balińska‐Korsztyn (ur. 4 lutego 1943 w Warszawie) – polska aktorka teatralna, filmowa i telewizyjna pochodzenia włoskiego, szwajcarskiego i francuskiego.

## Życiorys

### Wczesne lata
Urodziła się w Warszawie jako córka Irène de Jomini-Balińskiej (ur. 1916 w Sankt Petersburgu, zm. 1985 w Warszawie) i Bolesława Balińskiego. Jej matka była tłumaczem przysięgłym z języków: angielskiego, francuskiego i włoskiego i współautorką podręczników do języka angielskiego i francuskiego. Jej przodkiem ze strony matki był teoretyk wojenny, generał brygady wojsk Napoleona Bonaparte baron Antoine-Henri Jomini. Po ukończeniu nauki w prywatnym Liceum Ogólnokształcącym Zgromadzenia Sióstr Felicjanek w Wawrze, studiowała w warszawskiej Państwowej Wyższej Szkole Teatralnej. W roku 1966 ukończyła studia i otrzymała tytuł magistra sztuki.

### Kariera
Tuż po maturze wygrała casting i trafiła na Scenę Kameralną Teatru Polskiego w Warszawie w komedii Rogera Vaillanda Pan Jan w reżyserii Jana Kreczmara u boku Kreczmara, Barbary Ludwiżanki i Marii Ciesielskiej. Jako studentka PWST wystąpiła w pokazie dyplomowym jako Helena Andriejewna w dramacie Antona Czechowa Wujaszek Wania (styczeń 1966) jako Helena Andriejewna w reż. Jana Świderskiego oraz satyrze obyczajowej Wojciecha Bogusławskiego Spazmy modne (marzec 1966) w reż. Janiny Romanówny w podwójnej roli Lukrecji, siostry Hrabiny i Małgosi, pokojowej Hrabiny.
Po odebraniu dyplomu wyjechała do Olsztyna, gdzie w latach 1966–1969 grała w Teatrze im. Stefana Jaracza. W latach 1969–1974 była związana ze szczecińskimi Państwowymi Teatrami Dramatycznymi. W 1975 otrzymała angaż w warszawskim Teatrze Polskim, z którym była związana do roku 1986. Za swoje sceniczne role zdobywała dobre recenzje. – „Ta młoda aktorka ma urodę sceniczną i wdzięk, dużo naturalnego wyrazu” – pisał Roman Szydłowski. W latach 1987–1989 grała na scenie Teatru Syrena.
W 1990 zrezygnowała z pracy w zawodzie aktorki.

### Spektakle teatralne
- 1966 – Wujaszek Wania jako Helena Andriejewna (reż. Jan Świderski)
- 1966 – Spazmy modne jako Lukrecja; Małgosia (reż. Janina Romanówna)
- 1966 – Paryżanin jako Geneviewe (reż. Barbara Bormann)
- 1966 – Ogniem i mieczem jako Helena (reż. Bogdan Czechak)
- 1967 – Don Karlos jako Elżbieta de Valois – Królowa (reż. Jan Perz)
- 1969 – Król w kraju rozkoszy jako Felicja (reż. Wanda Laskowska)
- 1969 – Maskarada jako Nathalie (reż. Czesław Staszewski)
- 1970 – Jadzia wdowa jako Jadzia wdowa (reż. Henryk Tadeusz Czarnecki)
- 1970 – Księżniczka Turandot jako Ismaela (reż. Wojciech Jesionka)
- 1971 – Lubow Jarowaja jako Panowa (reż. Piotr Monastyrski)
- 1972 – Panna Maliczewska jako Panna Maliczewska (reż. Wojciech Jesionka)
- 1972 – Sen nocy letniej jako Helena (reż. Józef Gruda)
- 1975 – Otello jako Desdemona (reż. August Kowalczyk)
- 1975 – Doktor Judym jako Natalia (reż. Jan Machulski)
- 1976 – Błazeńska czapka jako Nina Ciampa (reż. Maciej Zenon Bordowicz)
- 1977 – Specjalność zakładu jako Gwiazda (reż. Maciej Zenon Bordowicz)
- 1977 – Lato jako Lili (reż. Krystyna Meissner)
- 1978 – Maskarada jako Nathalie (reż. Ignacy Gogolewski)
- 1979 – Celestyna jako Areuza (reż. Stanisław Różewicz)
- 1981 – Uciechy staropolskie jako Panna (reż. Kazimierz Dejmek)
- 1982 – Wyzwolenie jako Harfiarka (reż. Kazimierz Dejmek)
- 1982 – Vaclav jako Jedna z ludu (reż. Kazimierz Dejmek)
- 1983 – Maestro jako Eleonora (reż. Kazimierz Dejmek)
- 1985 – Skąd nadejdą święci jako pani Drac (reż. Kazimierz Dejmek)
- 1986 – Zaczarowana królewna jako wróżka Dobrotka (reż. Kazimierz Dejmek)
- 1988 – W zielonozłotym Singapurze jako Dama (reż. Witold Filler)
- 1988 – Seks i polityka II jako pani Walewska i Messalka (reż. Witold Filler)

### Teatr Telewizji
- 1971 – Polskie listy miłosne (reż. Ryszard Zawidowski)
- 1973 – Listy z morza jako Krystyna (reż. Czesław Staszewski)
- 1977 – Przeklęty dom jako Ewa (reż. Marek Tadeusz Nowakowski)
- 1977 – Stepowy Król Lir jako Anna (reż. Witold Filler)

### Filmografia
- 1974 – Awans (reż. Janusz Zaorski)
- 1974 – Orzeł i reszka (reż. Ryszard Filipski)
- 1976 – Brunet wieczorową porą jako ekspedientka w sklepie spożywczym (reż. Stanisław Bareja)
- 1976 – Złota kaczka jako Karczmareczka (reż. Jerzy Sztwiertnia)
- 1978 – Romans Teresy Hennert jako Elżbieta Sasinówna, urzędniczka w Ministerstwie Reform Rolnych (reż. Ignacy Gogolewski)
- 1978 – Justyna (reż. Gerard Zalewski)
- 1985 – Dom Sary jako Sara Braga (reż. Zygmunt Lech)

### Seriale
- 1974 – Ile jest życia jako Aktorka i piosenkarka Baśka, dziewczyna Kacpra (reż. Zbigniew Kuźmiński)
- 1975 – Dyrektorzy (reż. Zbigniew Chmielewski)
- 1978 – 07 zgłoś się jako Joanna Kostrzewska (reż. Krzysztof Szmagier)
- 1978 – Życie na gorąco jako Ilse von Derbich, bratanica hrabiego, współpracownica organizacji „W” (reż. Andrzej Konic)
- 1980 – Kariera Nikodema Dyzmy jako Bibi, dama z towarzystwa (reż. Jan Rybkowski, Marek Nowicki)
- 1980 – Punkt widzenia jako Koleżanka z biura Marii (reż. Janusz Zaorski)